# 海にかける虹〜山本五十六と日本海軍
『海にかける虹〜山本五十六と日本海軍』（うみにかけるにじ やまもといそろくとにっぽんかいぐん）は、1983年（昭和58年）1月2日にテレビ東京の『12時間超ワイドドラマ』（のちの新春ワイド時代劇）で放送されたテレビドラマである。全6部。
主演：古谷一行。12時間超ワイドドラマ第3作。

## 概要
- 第一部「日本海大海戦の激闘」
- 第二部「宿命に揺れる初恋」
- 第三部「決死の霞ヶ浦航空隊」
- 第四部「日米開戦前夜」
- 第五部「怒濤の連合艦隊」
- 第六部「長官機撃墜の謎」

太平洋戦争は勿論、昭和時代を描いた作品は「12時間超ワイドドラマ」（及び後身シリーズの「新春ワイド時代劇」）で本作が唯一で、2016年まで続いたシリーズの中で、舞台とした時代が最も新しい作品として知られる。

## スタッフ
- 原作：阿川弘之「軍艦長門の生涯」、高橋孟「海軍めしたき物語」
- 脚本：新藤兼人、下飯坂菊馬、國弘威雄
- 監督：渡邊祐介、村山新治、鷹森立一
- 企画：時崎勝彦（テレビ東京）、幸田清（東映）
- 特技監督：中野昭慶
- 音楽監督：菅野光亮
- 音楽：岩間南平
- 主題歌：デューク・エイセス「そして大和」
- 製作：テレビ東京、東映

## キャスト
- 山本五十六：古谷一行
- 山本礼子：檀ふみ - 五十六の妻
- 佐世保の芸妓・小太郎（鶴島正子）：池上季実子 - 五十六の初恋の女性
- 新橋の芸者・梅龍（河合千代子）：樋口可南子
- 堀悌吉：新克利
- 後藤一作：岡本信人 - 比叡沈没後、五十六の従兵、五十六の死後、坊ノ岬沖海戦で大和に搭乗。
- 咲子：川村一代：一作の妻
- 宇垣纏：山本清 - 連合艦隊参謀長
- 黒島亀人：村井國夫 - 連合艦隊先任参謀
- 渡辺安次：川地民夫 - 連合艦隊戦務参謀
- 藤井茂：中山克己 - 連合艦隊政務参謀
- 三和義勇：大場順 - 連合艦隊作戦参謀
- 福崎昇：中田博久 - 副官
- 草鹿任一：平田昭彦
- 小沢治三郎：可知靖之
- 南雲忠一：金子信雄
- 草鹿龍之介：中井啓輔
- 渕田美津雄：伊吹吾郎 - 赤城飛行長
- 並木：井川大輔 - 赤城戦闘機隊長、ミッドウェイ海戦で戦死
- 大西瀧治郎：藤巻潤
- 古賀峯一：木村四郎
- 及川古志郎：滝田裕介
- 大角岑生：浜田寅彦
- 伏見宮博恭王：穂積隆信
- 加藤寛治：石橋雅史 - 艦隊派
- 下村正助：北村総一朗 - 軍縮派
- 藤原重太郎：武内文平 - 海軍人事局長
- 溝田主一：森下哲夫 - ロンドン軍縮会議予備交渉海軍随員
- 富岡定俊：梅宮辰夫 - 軍令部作戦課長
- 渋谷隆太郎：稲葉義男 - 呉工廠長
- 伊藤庸二：原田樹世土 - 海軍技術研究所
- 城島高次：有川博 - 第十一航空戦隊司令官
- 小松直幹：久遠利三 - 霞ヶ浦航空隊司令
- 松永寿雄：原口剛 - 霞ヶ浦海軍航空隊教官
- 桑原虎雄：西田健 - 霞ヶ浦海軍航空隊副長
- 森下兵曹：高月忠 - 霞ヶ浦航空隊
- 大久保：須藤健 - 佐世保鎮守府司令官
- 今村均：佐伯赫哉
- 辻政信：睦五郎
- 高野峯子：月丘千秋 - 五十六の母
- 高野嘉寿子：河内桃子 - 五十六の実姉
- 三橋亀久：大塚道子 - 礼子の母
- 堀千代子：衣通真由美 - 堀悌吉の妻
- 反町栄一：山田吾一
- 古川敏子：岩井友見
- およね（山本こまつがモデル）：星美智子 - 横須賀〈松島（小松のこと）〉女将
- 佐世保の置屋〈宝屋〉女将：弓恵子
- 佐世保〈宝屋〉の芸妓：田坂都
- 波木の下宿屋の娘：杉田かおる
- 咲子の祖母：武知杜代子
- 咲子の父：汐路章
- 咲子の母：今井和子
- 郵便配達夫：梅津栄
- 谷川一等兵曹：荒井注 - 山本の従兵。烹炊長
- 富崎一等水兵：安藤一夫 - 山本の従兵
- 比叡烹炊長：遠藤征慈
- 比叡烹炊員：石田信之
- 比叡烹炊員：塩見三省
- 聖戦貫徹同盟：小林稔侍 - 山本家を訪れた右翼
- 右翼：山本昌平 - 山本暗殺を請け負った右翼
- 洋子：藍とも子 - カフェ〈コロラド〉の女給
- たまき：小林千枝 - カフェ〈コロラド〉の女主人
- 香川吉次郎：吉原正皓 - 土浦の町会議員
- 風間：深江章喜 - 霞ヶ浦のヤクザ
- 河井継之助：早川純一 - 長岡藩家老
- 岩村精一郎：藤田宗久 - 新政府軍監
- ニミッツ：ディック・ネビアズ
- ハルゼー：ランディ・クック
- 加藤友三郎：阿川弘之
- ラバウルの看護婦：阿川佐和子
- 加賀戦闘機隊員：具志堅用高
- 加賀戦闘機隊員：渡嘉敷勝男
- 近衛文麿/ナレーター：高橋昌也
- 朗読（与謝野晶子）：岩崎加根子
- 朗読（明治天皇）：内田稔
- 井上成美：仲谷昇
- 米内光政：渡辺文雄
- 東郷平八郎：芦田伸介

## 再放送
- 1985年から1986年に同局で放送された『金曜特選劇場』（金曜20:04 - 21:51）内で、6分割して再放送された。
- 1989年には三重テレビ放送の開局20周年特別番組として、12時間一挙放送を行った。
- 2019年9月にはCS・日本映画専門チャンネルでも再放送された。

2023年現在、ソフト版発売はなされていない。